# GCOS
GCOS (General Comprehensive Operating Supervisor) és una família de sistemes operatius orientats cap a ordinadors centrals (mainframes). La seva primera versió va ser desenvolupada per General Electric el 1962; originalment designat  GECOSE  (the General Electric Comprehensive Operating Supervisor).
Actualment encara s'utilitza sobre grans sistemes, encara que rares vegades, sobretot a causa de problemes d'herència. Els programes emprats sobre aquest sistema operatiu estan generalment escrits en llenguatges com ara COBOL, Fortran (veure ALGOL) i ara Java.

## L'arquitectura de sistema i els conceptes
GCOS utilitza el concepte de procés per descriure seqüències d'instruccions executades en un processador sobre un conjunt de dades. Té també el concepte de multiposicions. A més, existeix el que s'anomena un grup de procés, una entitat que conté diversos processos carregats i programats simultàniament. GCOS proveeix també comunicacions per banderins per sincronitzar processos entre ells o amb el maquinari.
Cada procés té el seu propi espai d'adreçament, sobre el qual els drets d'accés són una combinació de drets elementals (lectura, escriptura, execució). L'espai d'adreçament està segmentat, cosa que permet el repartiment de dades entre processos. La gestió de privilegis està basada sobre anells: cada procés està associat a un anell i, com més baix sigui el nivell de l'anell, més privilegis tindrà el procés.
El sistema operatiu sap administrar els ordinadors múltiples (SMP). Es basa en un micronucli implementat en el suport lògic inalterable (firmware) de la màquina. Pot funcionar igualment en modes d'emulació amb pèrdues de velocitat molt fluixes.

## Història
El sistema d'explotació GECOSE-II va ser desenvolupat per General Electric per al GE-635, una màquina de 36 bits, de 1962 a 1964. Contradient la remor, GECOSE no és una còpia de System/360 (remor mal recollit pel "Jargon file"), en efecte l'arquitectura del GE-635 era molt diferent de la de l'IBM S/360, i GECOSE era molt més ambiciós que DOS/360. Una de les característiques destacables de la segona generació d'aquest sistema operatiu era el seu suport del temps compartit (Time Sharing option, "TSO"), així com el seu tractament per paquets o lots ("batch processing ").
Després del rescat de la divisió d'ordinadors de General Electric per Honeywell, GECOSE-III va ser reanomenat GCOS-3, i la línia de màquines reanomenada a H-6000. Més tard, el màrqueting de Honeywell va crear una "Sèrie 60", i van canviar el nom del H-6000 pel de Level-66. Honeywell i el seu soci europeu CIR Honeywell Groupe Bull van decidir llançar una nova línia de productes "Level 64", que es va convertir en el DPS-7.
El nom "GCOS" es va estendre a totes les línies de productes comercialitzats per Honeywell ja GCOS-64, un sistema operatiu de 32 bits completament diferent, inspirat per "Multics", i desenvolupat paral·lelament per Honeywell i Honeywell Bull a França i Boston. GCOS-62, un altre sistema de 32 bits de gamma baixa va ser concebut a Itàlia. GCOS 61 era una nova versió d'un petit sistema realitzat a França, i la nova línia de mini ordinadors de 16 bits DPS-6 de Massachusetts va prendre el nom de GCOS-6.
El 1979, es va tornar a canviar el nom la línia de productes, ja que el Level-6 es va convertir en el DPS-6, el Level-61 en el DPS-4, el Level-64 batejat com DPS-7, i el Level-66 com DPS-8. Els sistemes operatius van mantenir el nom comercial GCOS, introduint GCOS 6, GCOS 4, GCOS 7, i GCOS 8. Això va causar alguna confusió als clients, perquè la línia original GCOS, anomenada GCOS-III (o GCOS-3), es va convertir sobtadament en GCOS 8. GCOS-3 va ser mantingut i suportat diversos anys després d'aquests anuncis.
GCOS-3 (i posterior GCOS-7 i GCOS-8) va presentar una bona base de dades CODASYL anomenada IDS ("magatzem integrat de dades"), que va ser el model per al IDMS (Integrated Database Management System). Diversos monitors de tractament transaccional van ser dissenyats per GCOS-3 i GCOS-8. Una primera versió de monitor per GCOS-3 suposava que, com a Unix, un nou procés informàtic hauria de començar per manejar cada transacció de dades.
GCOS-3 aviat va adquirir un veritable monitor transaccional designat TDS (Sistema de Transacció Conduït). El corrent de dades en forma tabular va ser essencialment un desenvolupament de Honeywell. Més tard va evolucionar a TP8 sobre GCOS-8. TDS i els seus successors van tenir èxit comercialment i van precedir IBM CICS, l'arquitectura va ser molt similar. Un altre producte similar va ser també desenvolupat per GCOS-7.
GCOS-6 i GCOS-4 (GCOS-62) van ser substituïts per miniordinadors basats en Motorola 68000 i PowerPC sota Unix i les línies de productes van ser parades. No obstant això, GCOS-6 funcionava en un emulador sota AIX. La línia DPS-7, juntament amb GCOS 7, ha continuat evolucionant amb DPS-7000.
El 1980 Honeywell va vendre el seu negoci a una empresa formada conjuntament per NEC Corporation i Groupe Bull, a la qual va prendre part durant un temps. Després d'uns anys, Bull va assumir el control de la companyia. NEC proveir diverses generacions de maquinari d'alta gamma, que corrien sota GCOS 8 i el seu propi sistema ASSETJAMENT-4. Bull va nomenar sota la nomenclatura DPS-9000 a tota la seva línia de grans sistemes GCOS 8, amb models concebuts per Bull i per NEC.
Al final dels 90 i començaments de l'any 2000, el desig de Bull va ser centrar el seu desenvolupament en un únic tipus de material basat en circuits integrats Intel estàndards, però amb "extres" de Bull. Aquesta plataforma, NovaScale (obtinguda a partir de Itanium 2), funciona amb Windows i Linux en mode natiu. Simuladors per DPS-7000 i DPS-9000 permeten el funcionament de GCOS 7 i GCOS 8 sota aquesta plataforma. Bull continua invertint en el desenvolupament i suport de GCOS 7 i GCOS 8, i encara té clients en diversos països arreu del món.

## Anècdotes
Alguns anteriors sistemes Unix de Bell Labs empraven màquines sota GCOS com spools d'impressió i serveis diversos. L'element afegit al fitxer/ etc/passwd per emmagatzemar d'identitat GCOS ha estat batejat camp GECOSE i sobreviu avui com els pw _ gecos que contenen el nom complet de l'usuari i altra informació d'ús humà.